# Karyme Lozano
Karyme Lucía Lozano Carreno (ur. 3 kwietnia 1978 w Meksyku) – meksykańska aktorka. W Polsce znana m.in. z telenowel Diabelska Miłość (1997), Wiosenna namiętność (2001), Córka przeznaczenia (2003), Marzenia nic nie kosztują (2005), Talizman (2012).

## Wybrana filmografia

### Telenowele i seriale
- Quiero amarte (2013 - 2014) jako Amaya Serrano Martínez / Florencia
- Cristiada (2012) jako Matka José
- Talizman  (2012) jako Mariana Aceves de Ibarra
- Pepe & Santo vs. America (2009) jako Isabel
- Amar sin limites (2006-2007) jako Azul Toscano
- Marzenia nic nie kosztują (2005-2006) jako Emilia Olivares
- Bandido (2004) jako Rosalia
- Desnudos (2004) jako Diana
- Córka przeznaczenia (2003) jako Isabela Soriano Rivera
- Wiosenna namiętność (2001-2002) jako Bárbara Luna
- Tres mujeres (1999-2000) jako Fátima
- Diabelska miłość (1997) jako Braulia
- El Secreto de Alejandra (1997)
- Confidente de secundaria (1996) jako Marilu
- Si Dios me quita la vida (1995) jako Esther "Teté" Román Sánche